# 小行星6708
小行星6708（6708 Bobbievaile）是一颗绕太阳运转的小行星，为主小行星带小行星。该小行星于1989年1月4日发现。

## 轨道参数
小行星6708的轨道半长轴为2.4455540 UA，离心率为0.182。